# Golpe de Estado blando
Se denomina golpe de Estado blando, golpe suave, golpe encubierto o golpe no tradicional al uso de un conjunto de técnicas no frontales y principalmente no violentas de carácter conspirativo, con el fin de desestabilizar a un gobierno y causar su caída, sin que parezca que ha sido consecuencia de la acción de otro poder. La expresión ha sido atribuida al politólogo estadounidense Gene Sharp quien, según Thierry Meyssan, «recibió el encargo de la CIA para conducir la aplicación práctica de su investigación teórica en China», en 1989, y trabajó para Israel para «crear programas de entrenamiento para jóvenes activistas con el objetivo de organizar golpes». En algunas ocasiones, el golpe de Estado blando se relaciona con el llamado lawfare (guerra jurídica o guerra judicial), cuando la desestabilización o derrocamiento del gobierno se realiza mediante mecanismos aparentemente legales.
Carlos Ciappina señala que el golpe de Estado blando se utiliza como alternativa al golpe de Estado militar, muy utilizado hasta la década de 1990, pero sustituido por otras técnicas desde esa década debido a que «ha perdido prestigio».

## Características
De acuerdo con Sharp, la estrategia del «golpe suave» puede ejecutarse a través de cinco etapas jerarquizadas o realizadas de manera simultánea. Entre ellas, «el cabalgamiento de los conflictos y promoción del descontento, promoción de factores de malestar (desabastecimiento, criminalidad, manipulación del dólar, lockout patronal y otros, denuncias de corrupción a través de medios, promoción de las mismas sin sustento real)». Su principal característica radica en la apariencia de legalidad que, a partir del apoyo de sectores judiciales, mediáticos y de los servicios de inteligencia, busca convencer a una porción de la sociedad civil y la sociedad internacional de que el gobierno surgido de dicho golpe es legítimo. La operación resulta realizada cuando gobiernos extranjeros alineados al gobierno surgido del golpe apoyan la toma del poder político. A diferencia de los golpes militares clásicos, cuyos procesos de enjuiciamiento han detectado las responsabilidades de diversos sectores implicados en los mismos (eclesiásticos, civiles, mediáticos, empresariales, etcétera), la caracterización de golpe blando alude a la estrategia mediante la cual se lleva adelante la destitución de un presidente elegido por el voto popular.
El autor del ensayo titulado «De la dictadura a la democracia», que describe 198 métodos para derrocar gobiernos mediante «golpes suaves», considera que la estrategia se puede ejecutar en cinco pasos:
- La primera etapa es promover acciones no violentas para generar y promocionar un clima de malestar en la sociedad, destacando entre ellas denuncias de corrupción, promoción de intrigas o divulgación de falsos rumores.
- La segunda etapa consiste en desarrollar intensas campañas en “defensa de la libertad de prensa y de los derechos humanos”, acompañadas de acusaciones de totalitarismo contra el gobierno en el poder.
- La tercera etapa se centra en la lucha activa por reivindicaciones políticas y sociales y en la manipulación del colectivo para que emprenda manifestaciones y protestas violentas, amenazando las instituciones.
- La cuarta etapa pasa por ejecutar operaciones de guerra psicológica y desestabilización del gobierno, creando un clima de "ingobernabilidad".
- La quinta y última etapa tiene por objeto forzar la renuncia del presidente de turno, mediante revueltas callejeras para controlar las instituciones, mientras se mantiene la presión en la calle. Paralelamente, se prepara el terreno para una intervención militar, mientras se desarrolla una guerra civil prolongada y se logra el aislamiento internacional del país.

### Otros usos
Las denuncias y análisis sobre golpes blandos en América Latina se ha multiplicado en los últimos años. Ya en 1989, el diario argentino Ámbito Financiero anunció en tapa que el presidente Raúl Alfonsín había sido obligado a renunciar por un «golpe de mercado».
El periodista argentino Luis Bruschtein dijo que el golpe suave «consiste en travestir a una minoría en mayoría, amplificar sus reclamos, crispar las controversias y enfrentamientos y desgastar a la verdadera mayoría que gobierna, hasta hacerla caer por medio de alguna farsa judicial, como fue en Honduras, o parlamentarista, como en Paraguay o forzando una intervención extranjera como se pretende hacer en Venezuela». 

## Historia
Thierry Meyssan ubica la aparición de las primeras estrategias de golpe blando durante el golpe de Estado en Irán de 1953, cuando la Agencia Central de Inteligencia de Estados Unidos (CIA) contrató personas manifestantes para que estas organizaran protestas callejeras en Teherán, hecho que llevó a la caída de presidente nacionalista de Irán Mohammed Mossadegh, en lo que se llamó Operación Ajax y sostiene que el método ha sido perfeccionado por la CIA desde las protestas de la Plaza de Tiananmén de 1989.
Desde entonces, varios presidentes y expresidentes de América han denunciado esta nueva modalidad de golpe de Estado Lula da Silva, de Brasil, Rafael Correa, de Ecuador, Nicolás Maduro, de Venezuela, y Daniel Ortega, de Nicaragua. En los países latinoamericanos, la estrategia del «golpe suave» se ha señalado el Golpe de Estado en Honduras de 2009, la Crisis política en Paraguay de 2012, la Crisis política en Bolivia de 2019, luego de la Crisis política en Bolivia de 2008 y 2012), además de Crisis política en Ecuador de 2010. El gobierno del FSLN denunció un golpe suave durante la Crisis política en Nicaragua de 2018 donde fue un fracaso de haber existido
Según algunos autores la estrategia golpista basada en la estrategia de Sharp se ejecutó con éxito en el derrocamiento del presidente georgiano Eduard Shevarnadze, en noviembre de 2003, y en las protestas y ascenso al poder de Viktor Yushchenko en Ucrania, en diciembre de 2004.
También ha sido llamado golpe encubiertoya utilizaría un conjunto de técnicas conspirativas no frontales y principalmente no violentas, con el objetivo de desestabilizar a un gobierno hasta provocar su caída, sin que ésta parezca haber sido consecuencia de la acción de otro poder. 

## Críticas del término
Se ha señalado que la existencia de golpes de Estado no tradicionales es difícil de determinar.